# ТЕФІ
ТЕФІ — російська національна телевізійна премія за вищі досягнення в галузі телевізійного мистецтва, заснована фондом «Академія російського телебачення». «ТЕФІ» є російським аналогом американської премії «Еммі (премія)».

## Історія премії
Премія ТЕФІ (від «телевізійний ефір») була заснована в 1994 році. Вручається переможцям приз являє собою статуетку Орфея роботи скульптора Ернста Неізвєстного.
Премію «ТЕФІ-2002» спочатку планували провести в жовтні 2002 року, проте у зв'язку з трагічними подіями, що сталися в Москві з 23 по 26 жовтня 2002 вона була перенесена на січень 2003 року.
У 2005 конкурс проводився по 39 номінаціям, вручення премій відбулася 18 листопада 2005.
У 2006 конкурс проводився по 42 номінаціям, які умовно поділені на дві категорії — «професії» та «особи». Визначення та нагородження переможців у номінаціях категорії «Професії» відбулося 7 листопада 2006 в Московському міжнародному Будинку музики. Відповідна церемонія в номінації «Обличчя» відбулася 23 листопада 2006 в Великому концертному залі «Академічний».
У 2008 році від участі в конкурсі відмовилися Всеросійська державна телерадіокомпанія (канали «Росія», «Культура», «Спорт», «Вести»), в 2007 році телекомпанії НТВ і ТНТ.